# Султанов, Бахыт Турлыханович
Бахыт Турлыханович Султанов (каз. Бақыт Тұрлыханұлы Сұлтанов; род. 29 ноября 1971, Алма-Ата, Казахская ССР, СССР) — казахстанский государственный деятель, заместитель премьер-министра — министр торговли и интеграции с 11 января по 15 августа 2022 года, и министр торговли и интеграции с 17 июня 2019 года. Бывший министр финансов, бывший заместитель руководителя администрации Президента Республики Казахстан, бывший заместитель премьер-министра Республики Казахстан, аким города Нур-Султан (2018—2019). C 10 октября 2022 года — член Коллегии (Министр) по конкуренции и антимонопольному регулированию Евразийской экономической комиссии.

## Биография
Происходит из рода шапырашты Старшего жуза.
В 1988 году окончил Республиканскую Физико-Математическую Школу-Интернат (РФМШ) в Алма-Ате. В 1994 году с отличием окончил Казахский национальный технический университет по специальности Робототехнические комплексы и системы, получив квалификацию инженер-электрик, в 1995 году — Казахскую государственную академию управления по специальности Бизнес и менеджмент, получив квалификацию экономист.
Трудовую деятельность начал в 1994 году ведущим экономистом отдела акционирования и лицензирования Управления ценных бумаг финансового рынка в Министерство финансов Республики Казахстан.
С 1995 года назначен начальником отдела, затем заместителем начальника управления (1996), заместителем директора Бюджетного департамента (1997), директором Департамента по государственным закупкам (1998), заместителем директора Департамента Казначейства (1999), заместителем директора Бюджетного департамента (2001), директором Департамента государственного бюджета Министерства финансов Республики Казахстан (2002).
С сентября 2002 по июнь 2003 года — директор департамента бюджетной политики и планирования Министерства экономики и бюджетного планирования Республики Казахстан.
С июня 2003 по февраль 2006 года — вице-министр экономики и бюджетного планирования Республики Казахстан.
С февраля 2006 по январь 2007 года — председатель Агентства по статистике Республики Казахстан.
С января 2007 по 10 августа 2007 года — вице-министр финансов Республики Казахстан.
С 10 августа 2007 года — министр экономики и бюджетного планирования Республики Казахстан.
13 марта 2010 года указом президента назначен помощником президента Республики Казахстан.
С 21 января 2012 по 6 ноября 2013 года — заместитель руководителя администрации президента Республики Казахстан.
С 6 ноября 2013 по 11 сентября 2018 года — заместитель премьер-министра Республики Казахстан и министр финансов Республики Казахстан.
11 сентября 2018 по 13 июня 2019 года — аким города Астаны.
17 июня 2019 года — министр торговли и интеграции Республики Казахстан.
С 11 января по 15 августа 2022 года — заместитель премьер-министра Республики Казахстан — министр торговли и интеграции.
C 10 октября 2022 года — член Коллегии (Министр) по конкуренции и антимонопольному регулированию Евразийской экономической комиссии.

## Награды
| Страна                                         | Дата            | Награда                                                        | Награда                                                        |
| ---------------------------------------------- | --------------- | -------------------------------------------------------------- | -------------------------------------------------------------- |
| Казахстан                                      | 2001            | Благодарственное письмо Президента Республики Казахстан        | Благодарственное письмо Президента Республики Казахстан        |
| Казахстан                                      | 2005            | Благодарственное письмо Премьер-министра Республики Казахстан  | Благодарственное письмо Премьер-министра Республики Казахстан  |
| Казахстан                                      | 2006            | Кавалер ордена Курмет                                          | Кавалер ордена Курмет                                          |
| Казахстан                                      | 2006            | Медаль «10 лет Парламенту Республики Казахстан»                | Медаль «10 лет Парламенту Республики Казахстан»                |
| Казахстан                                      | 2008            | Медаль «10 лет Астане»                                         | Медаль «10 лет Астане»                                         |
| Казахстан                                      | 2011            | Медаль «20 лет независимости Республики Казахстан»             | Медаль «20 лет независимости Республики Казахстан»             |
| Казахстан                                      | 2012            | Кавалер ордена Парасат                                         | Кавалер ордена Парасат                                         |
| Казахстан                                      | 2014            | Отличник финансовой службы                                     | Отличник финансовой службы                                     |
| Казахстан                                      | 2015            | Медаль «20 лет Конституции Республики Казахстан»               | Медаль «20 лет Конституции Республики Казахстан»               |
| Казахстан                                      | 2018            | Юбилейная медаль «20 лет Астане»                               | Юбилейная медаль «20 лет Астане»                               |
| Казахстан                                      | 2021            | Орден «Барыс» (Барс) III степени                               |                                                                |
| Высший совет Евразийского экономического союза | 9 декабря 2022  | Медаль «За вклад в развитие Евразийского экономического союза» | Медаль «За вклад в развитие Евразийского экономического союза» |
| Высший совет Евразийского экономического союза | 26 декабря 2024 | Медаль «10 лет Евразийскому экономическому союзу».             | Медаль «10 лет Евразийскому экономическому союзу».             |

## Семья
Младший брат, Арман Султанов, с 2012 по 2014 год работал президентом АО «Казтранссервис». С 2014 года — управляющий директор по логистике, советник президента, а с декабря 2016 года — вице-президент по развитию АО "НК «ҚТЖ».